# Fornax (mitología)
Fornax, en la mitología romana, era la diosa de los hogares (el significado literal de su nombre) y de los hornos, donde se tostaban los granos de trigo.
La leyenda dice que los romanos ofrecían a Ceres los primeros productos de la tierra, pero luego, tostaban el grano en el horno o el hogar. 
Su fiesta, la Fornacalia, se celebraba el 17 de febrero, y era anunciada por el curio maximus.
Otros autores piensan que era una fiesta movible a mediados de febrero, cuyo período era fijado por el curio maximus. 
Se llevaba a cabo en el Foro, donde cada Curia anunciaba una fecha para su sacrificio, ya que para los campesinos que no sabían leer era la última oportunidad para celebrarla. A todos los que olvidaban la fiesta se les llamaba locos (stulti), ya que se suponía que desconocían cuál era su curia y tenían que hacer una ofrenda en la llamada "Fiesta de los locos" (stultorum feria), el 17 de febrero, el día de la Quirinalia.